# Josefine Engström
Josefine Engström, född 1 september 1986, är en svensk skidorienterare. Vid 2009 års världsmästerskap ingick hon dels tillsammans med Helene Söderlund och Marie Ohlsson i det svenska lag som vann guld i damstafetten, och tog dels ett individuellt brons i medeldistanstävlingen. Hon vann också guld i långdistanstävlingen under 2015 års världsmästerskap.

### Fotnoter
1. ↑  ”Ski-WOC2009 World Ski Orienteering Championships” (på engelska). Rusutsu 2009. 13 mars 2009. http://www.orienteering.or.jp/swoc2009/en/. Läst 8 mars 2009.
2. ↑  Mikael Widerberg (12 februari 2015). ”Svenskt VM-guld i skidorientering”. SVT Sport. http://www.svt.se/sport/svenskt-vm-guld-i-skidorientering. Läst 12 februari 2015.